# Иранские племена
Иранские племена — племенные образования, которые говорили на языках, которые были предками современных иранских языков, эти языки составляют подветвь индоиранской подсемьи, которая является ветвью семьи более широких индоевропейских языков.

## История
Древние и современные иранские народы в основном происходят от протоиндоиранцев, общих предков соответственно протоиранцев и протоиндоариев, возможно, этот народ был одним из представителей синташтинско-петровской культуры. Протоиранцы отделились от протоиндоариев в начале 2-го тысячелетия до нашей эры. Эти народы, возможно, называли себя именем «арийцы», что послужило основой для ряда этнонимов иранских и индоарийских народов или для всей группы народов, имеющих родственные и сходные культуры.
Иранские народы впервые появляются в ассирийских записях в 9 веке до нашей эры. В классической древности они встречались преимущественно в Скифии (в Средней Азии, Восточной Европе, на Балканах и Северном Кавказе) и Персии (в Западной Азии). С раннего периода они разделились на «западную» и «восточную» ветви, примерно соответствующие территориям Персии и Скифии соответственно. К 1-му тысячелетию до нашей эры мидяне, персы, бактрийцы и парфяне населяли Иранское плато, в то время как другие, такие как скифы, сарматы, киммерийцы и аланы, населяли степи к северу от Черного и Каспийского морей, вплоть до Великой Венгерской равнины. на Западе. Племена саков оставались в основном на дальнем востоке, в конечном итоге распространившись на восток до пустыни Ордос.
Древние иранские народы жили во многих регионах, и около 200 г. до н.э. у них были самые отдаленные географические точки, населенные ими: на западе Великая Венгерская равнина (Альфёльд), к востоку от реки Дунай (где они образовали анклав иранских народов) , Понто-Каспийская степь на территории современной южной Украины, России и крайнего запада Казахстана, а на востоке - Алтайские горы, западные и северо-западные предгорья и склоны, а также западная Ганьсу, пустыня Ордос и западная Внутренняя Монголия, на северо-западе Китая (Синьцзян), до на севере юг Западной Сибири и юг Урала (Рифейские горы), а на юге северное побережье Персидского залива и Аравийского моря. Таким образом, географический ареал, населенный древними иранскими народами, был обширен (в конце 1-го тысячелетия до нашей эры они жили на территории в несколько миллионов квадратных километров или миль, что примерно соответствует половине или чуть меньше половины географической площади, на которой жили все индоевропейские народы в Евразии).
Различные персидские империи процветали на протяжении всей античности, однако они пали из-за исламского завоевания в 7 веке, хотя другие персидские империи образовались позже.